# 森巌
森 巌（巖、もり いわお、1899年（明治32年）3月25日 - 1945年（昭和20年）4月15日）は、大日本帝国陸軍軍人。最終階級は陸軍中将（没後特進）。

## 経歴
愛知県出身。1919年（大正8年）5月に陸軍士官学校第31期卒業。同年12月に陸軍歩兵少尉に任官。1928年（昭和3年）陸軍大学校に入学し、1931年（昭和6年）同校第43期卒業。
1940年（昭和15年）3月、戦車第2連隊長を経て、1941年（昭和16年）3月、陸軍歩兵大佐に進み、1942年（昭和17年）7月、戦車第2師団参謀長を経て、1945年（昭和20年）3月、陸軍少将に進級。フィリピンのルソン島に転用され、リンガエン湾に突入した米軍により壊滅的な被害を受ける。その後、クラーク飛行場争奪戦に突撃し、翌月の4月15日、玉砕。陸軍中将に特進した。